# Thừa Thiên Huế
Thừa Thiên Huế is een voormalige provincie van Vietnam met als hoofdstad is Huế.
De provincie Thừa Thiên Huế ligt in het midden van Vietnam. In het oosten ligt de Golf van Tonkin en in het westen grenst het aan Laos. De oppervlakte van de provincie bedraagt 5065,3 km² en Thừa Thiên Huế telt ruim 1.150.900 inwoners. Thừa Thiên Huế was onderverdeeld in een stad, een thị xã en zeven huyện. Vanaf 1 januari 2025 is de provincie opgegaan in de stad Huế met hetrzelfde grondgebied als de voormalige provincie. De stad zelf is opgedeeld in negen districten.

## Geografie
Langs de grens met Laos is de provincie bergachtig. Meer naar het oosten is een heuvelachtig gebied met een gemiddelde hoogte van minder dan 500 meter die de helft van de provincie omvat. Langs de kust ligt een kustvlakte met lagunes. De kustlijn is 120 km breed.
De voornaamste rivieren zijn de Ô Lâu en de Hương.

## Districten
- Huế (stad)
- A Luoi, Huong Thuy, Huong Tra, Nam Dông, Phong Dien, Phú Lộc, Phu Vang, Quang Dien